# Dramjak
Dramjak (albanska: Dramjak, serbiska: Dramnjak) är en by i Kosovo. Den ligger i kommunen Ferizaj. Enligt den senaste folkräkningen år 2011 fanns det 1 235 invånare.

## Demografi
| Demografi   | 2011 |
| ----------- | ---- |
| albaner     | 1233 |
| turkar      | 1    |
| odeklarerat | 1    |